# Wild Samoans
Wild Samoans was een professioneel worsteltag-team dat actief was in het National Wrestling Alliance (NWA) en World Wrestling Federation (WWF). De leden van dit team waren Afa Anoa'i en Sika Anoa'i.

## In worstelen
- Finishers
  - Samoan Drop

- Signature moves
  - Double headbutt

- Managers
  - Capt. Lou Albano
  - "Big Cat" Ernie Ladd
  - Eddie Creatchman

## Kampioenschappen en prestaties
- Continental Wrestling Association
  - AWA Southern Tag Team Championship (1 keer)

- Gulf Coast Championship Wrestling
  - NWA Gulf Coast Tag Team Championship (2 keer)

- Georgia Championship Wrestling
  - NWA National Tag Team Championship (1 keer)

- International Wrestling Alliance
  - IWA Tag Team Championship (1 keer)

- Mid-South Wrestling
  - Mid-South Tag Team Championship (3 keer)

- NWA All-Star Wrestling
  - NWA Canadian Tag Team Championship (1 keer)

- NWA Detroit
  - NWA World Tag Team Championship (2 keer)

- Southeastern Championship Wrestling
  - NWA Southern Tag Team Championship (2 keer)

- Stampede Wrestling
  - Stampede International Tag Team Championship (2 keer)

- World Wrestling Federation / World Wrestling Entertainment
  - World Tag Team Championship (3 keer)
  - WWE Hall of Fame (Class of 2007)